# Grimmen
Grimmen est une ville allemande de l'arrondissement de Poméranie-Occidentale-Rügen, dans le Mecklembourg-Poméranie-Occidentale.

## Géographie
Grimmen se trouve au sud de l'arrondissement de Poméranie-Occidentale-Rügen au bord de la Trebel. Elle est à 30 kilomètres au sud de Stralsund et à 30 kilomètres à l'ouest de Greifswald, deux villes hanséatiques.
Elle est reliée à la ligne de chemin de fer Stralsund-Demmin-Neubrandenbourg-Neustrelitz, et à l'autoroute 20.

## Municipalité
La municipalité, outre la ville de Grimmen, comprend les localités suivantes : Appelshof, Gerlachsruh, Grellenberg, Groß Lehmhagen, Heidebrink, Hohenwarth, Hohenwieden, Jessin, Klein Lehmhagen, Stoltenhagen, et Vietlipp.

## Évolution démographique
| Année      | 1600 | 1712 | 1800 | 1900 | 1946 | 1990  | 2000  | 2008  | 2010  |
| ---------- | ---- | ---- | ---- | ---- | ---- | ----- | ----- | ----- | ----- |
| Population | 1000 | 850  | 1840 | 3616 | 8298 | 14242 | 11585 | 10655 | 10399 |

## Jumelages
- Châteaulin (France)
- Czaplinek (Pologne)
- Kamien Pomorski (Pologne)
- Staffanstorp (Suède)
- Osterholz-Scharmbeck (Allemagne)

## Histoire

### Les débuts
Des tribus wendes migrantes ont commencé à sillonner la région au IXe siècle et au Xe siècle, date à laquelle des populations germaniques se sont installées. Grimmen apparaît au début du XIIIe siècle et des artisans et maçons de Basse-Saxe, du Bas-Rhin et de Westphalie commencent au milieu du siècle à bâtir une bourgade aux rues à angle droit. La première mention écrite de la bourgade date de 1267 et elle obtient à la fin du siècle, en 1287, les privilèges de ville selon le droit de Lübeck. C'est cette date qui est retenue pour fêter les anniversaires de la ville, comme le jubilé de ses sept-cents ans en 1987. Mais ce n'est qu'en 1305 qu'elle commence à être nommée en tant que ville. Le conseil de la ville existe déjà en 1306, ainsi que le château.
Grimmen appartenait à la fin du XIIIe siècle à l'évêché de Schwerin, puis elle entre dans les possessions du prince de Rügen. À l'extinction de cette famille avec la mort du dernier prince, elle entre dans le duché de Poméranie en 1325, jusqu'en 1648, date à laquelle la paix de Westphalie attribue le duché au royaume de Suède qui fonde ainsi la Poméranie suédoise.
Des remparts sont construits au XIIIe siècle, il en subsiste encore trois tours qui datent du XVe siècle. L'église paroissiale principale, l'église Sainte-Marie, est une église-halle construite en 1275. L'hôtel de ville (Rathaus), quant à lui, date de 1400-1402 et la vieille école, du XVe siècle.

### XVIeauXIXesiècle
La Réforme protestante atteint Grimmen en 1536 et se répand dans toute la Poméranie. Elle est assiégée par les troupes de Wallenstein en 1627 et mise à sac. Deux incendies ont lieu en 1630 et 1632, alors qu'en 1631, les troupes suédoises s'emparent de la ville. Elle entre formellement sous la couronne suédoise presque vingt ans plus tard par la paix de Westphalie. À la fin du siècle, le bourgmestre Johannes Flittner organise deux chasses aux sorcières, provoquant la mort de sept femmes.

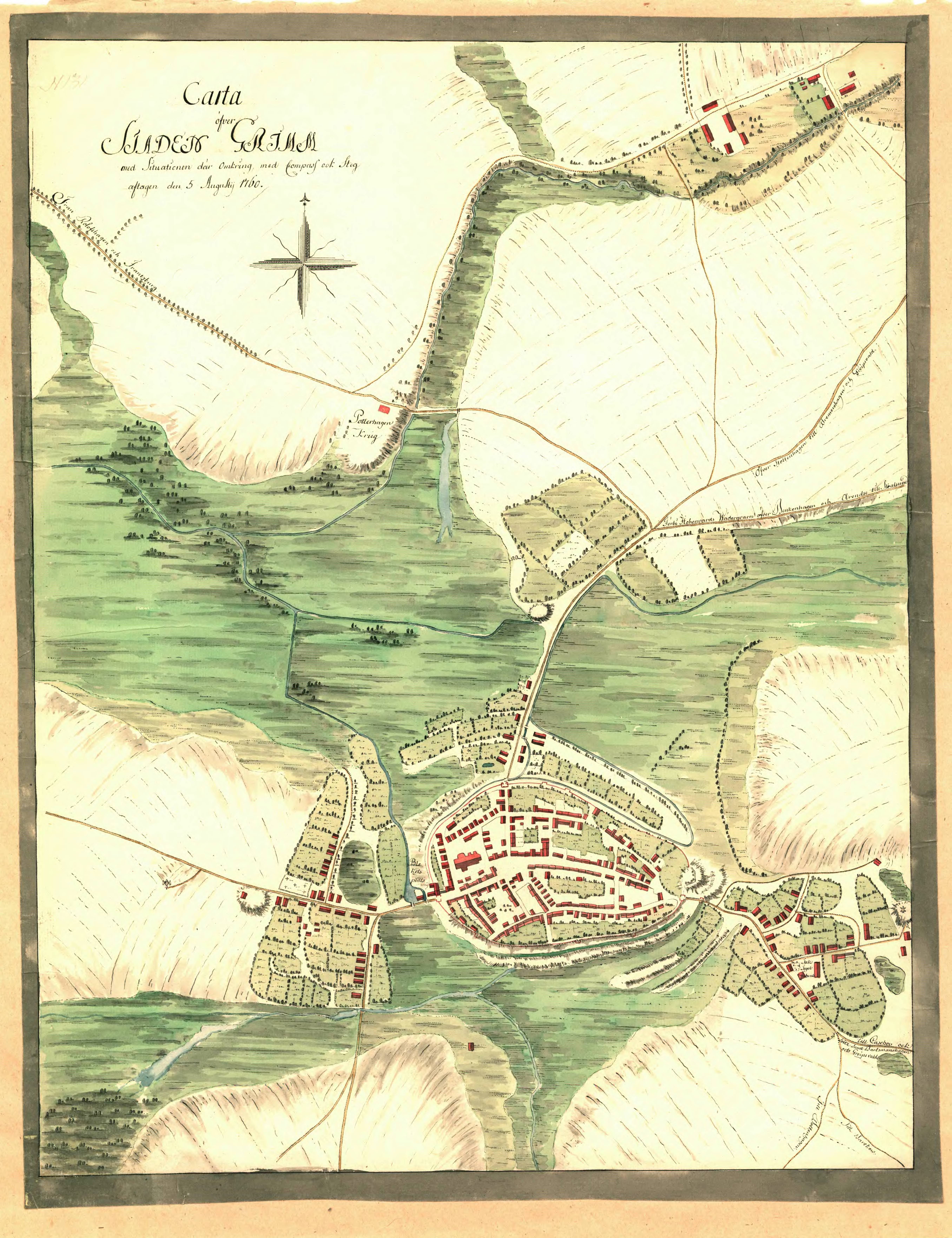
Plan de Grimmen en 1760

La ville est à moitié détruite par les flammes en 1757, puis elle doit subir, jusqu'en 1759, l'occupation des troupes du roi de Prusse, dans le but de réintégrer sous une couronne allemande les terres poméraniennes peuplées d'Allemands. Mais l'occupation cesse deux ans plus tard. Le roi de Suède fait une visite officielle à Grimmen en 1800. C'est au tour des armées napoléoniennes d'occuper la ville en 1807 pendant la IVe guerre de coalition contre le royaume de Prusse, la Russie et la Saxe.
Le congrès de Vienne attribue en 1815 l'ancienne Poméranie occupée par les Suédois au royaume de Prusse. un an plus tard Grimmen devient chef-lieu de district et accueille le conseil de sous-préfecture (Landsratamt) en 1829. Les remparts sont abattus en 1825.
La ville est reliée par le chemin de fer en 1878 et des faubourgs sont construits, tandis qu'un parc public est aménagé. La nouvelle poste est construite en 1898.

### XXesiècle
Le petit cimetière juif est détruit en novembre 1938 à l'époque du Troisième Reich, et recouvert de constructions en 1945, après la guerre, alors que la ville fait partie de la zone soviétique d'occupation. La ville s'est livrée sans combat en avril 1945 à l'Armée rouge. La république démocratique allemande en fait un chef-lieu d'arrondissement, celui de Grimmen en 1952, au sein du district de Rostock. Elle y demeure jusqu'à la réunification allemande et fait partie ensuite de l'État du Mecklembourg-Poméranie-Occidentale. Des restaurations de la vieille ville débutent en 1991.
En 1994, Grimmen entre dans l'arrondissement de Poméranie-Occidentale-du-Nord qui laisse la place en 2011 au nouvel arrondissement de Poméranie-Occidentale-Rügen.
Grimmen a perdu un tiers de ses habitants depuis la réunification.

## Lieux remarquables
- Liste des bâtiments historiques de Grimmen (de)
- Tout le centre ville
  - L'église Sainte-Marie, Marienkirche (Gothique de brique)
  - L'Hôtel de Ville de Grimmen
  - La Kalendhaus (ancienne école), gothique tardif
  - Les quatre tours de la ville, dont
    - la sculpture en bois du dragon de la porte de Stralsund
    - le Heimatmuseum dans la tour du Moulin
- Le Château d'eau
- Le Parc, avec plan d'eau, jet d'eau, grands arbres, statues en bois, zoo

## Personnalités liées à la ville
- Oskar Munzel (1899-1992), général né à Grimmen.
- Ines Müller (1959-), athlète née à Grimmen.

### Liens externes

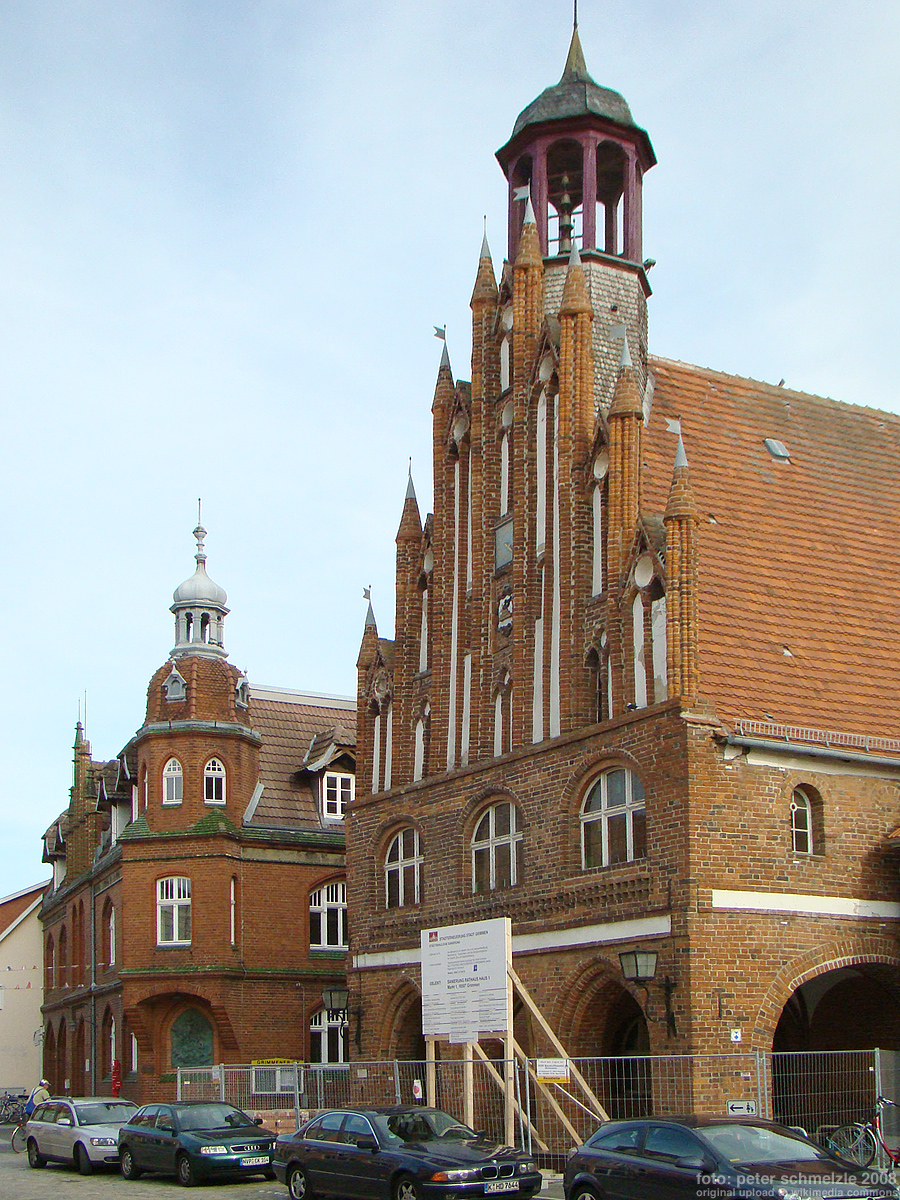
L'hôtel de ville de Grimmen.
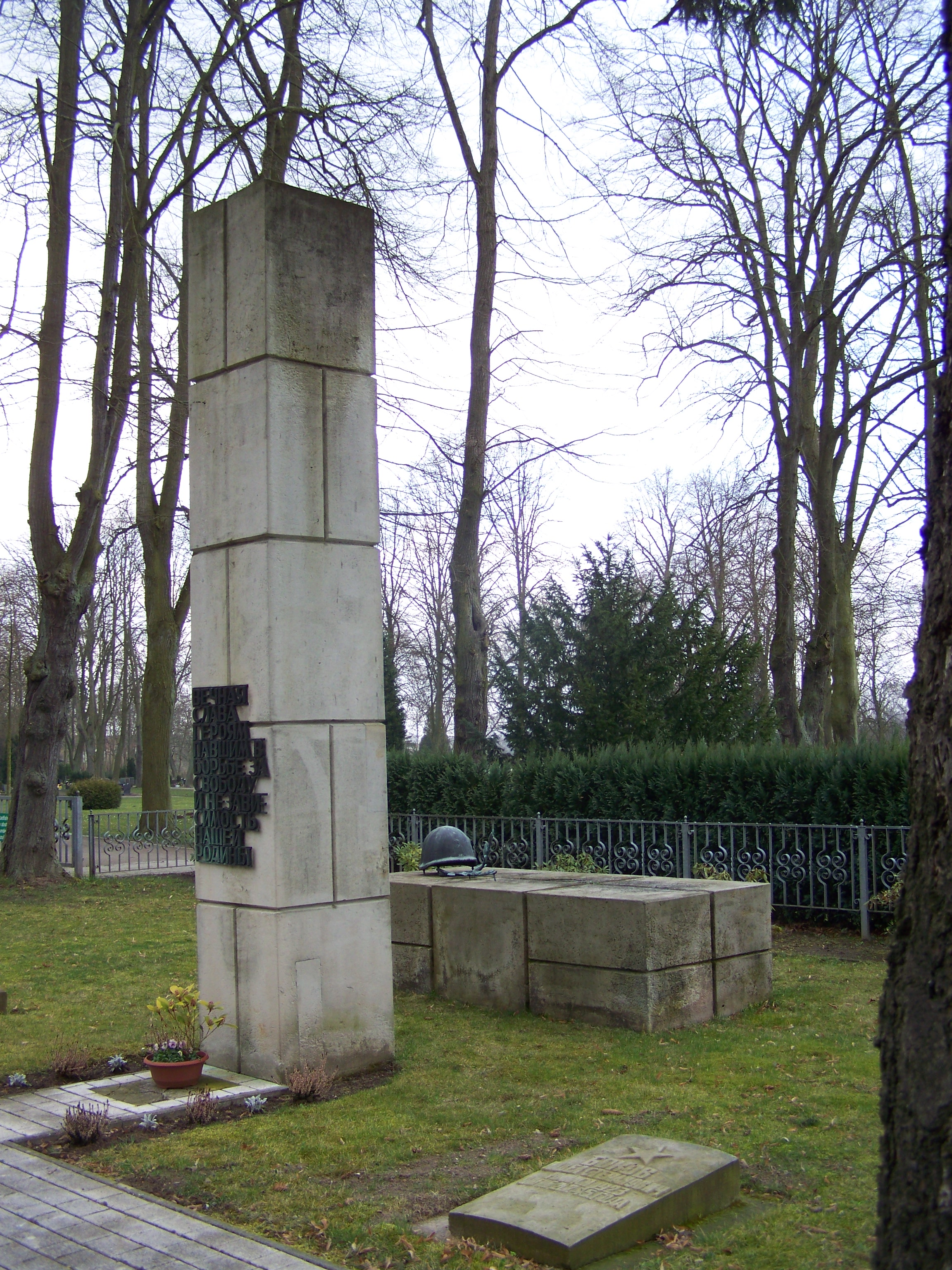
Monument aux morts soviétique.
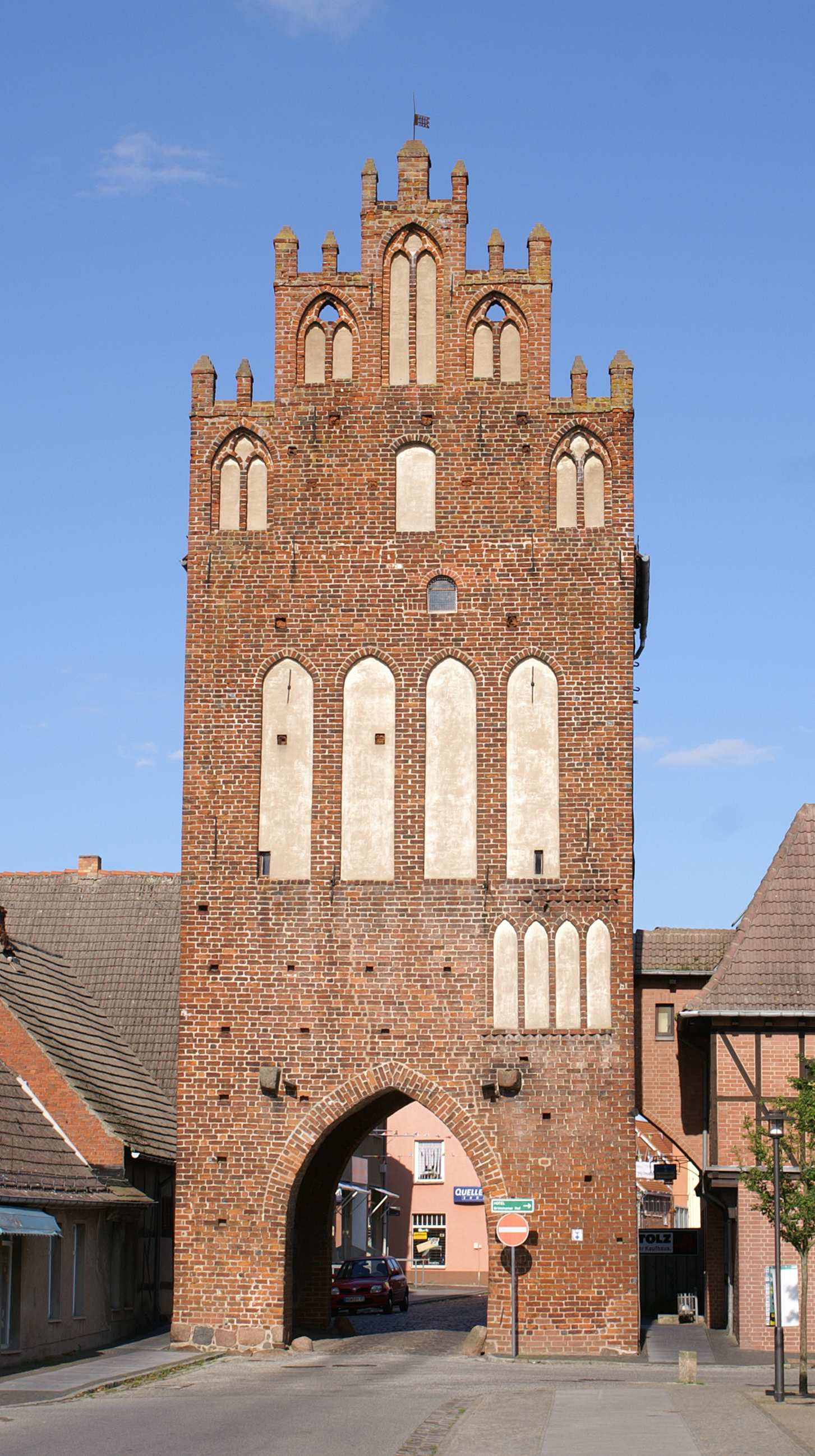
La Porte du Moulin (Mühlentor).